# Pie (robe)
Pour les articles homonymes, voir Pie.
Une robe pie est une robe comprenant une couleur et du blanc. Le terme « pie », par analogie à l'animal du même nom dont la robe est naturellement noire et blanche, est souvent préféré à celui de « bicolore » pour désigner de telles robes : c'est par exemple le cas du cheval ou de la vache.
La robe pie est présente chez de nombreux animaux domestiques et sauvages. Dans les termes techniques d'élevage, on distingue les robes tachées de blanc, des autres.

## Génétique
La robe pie peut être liée à différents troubles génétiques bénins tels que le leucisme ou le piébaldisme.

### Analogies entre les espèces domestiques
La robe bicolore est présente chez de nombreux animaux domestiques et peut génétiquement être induite par le même type de gène. Chez le chat, l'apparition de poils blancs est codée par le gène majeur S.
Chez la souris, une robe à panachure blanche analogue à celle du chat existe. Génétiquement, l'un des trois locus identifiés comme porteur du gène S est le même que celui identifié sur le chat : le KIT.
La détermination génétique chez la vache est encore complexe, mais fait entrer en jeu le gène KIT, comme pour la souris et le chat.

## Animaux domestiques

### Chat

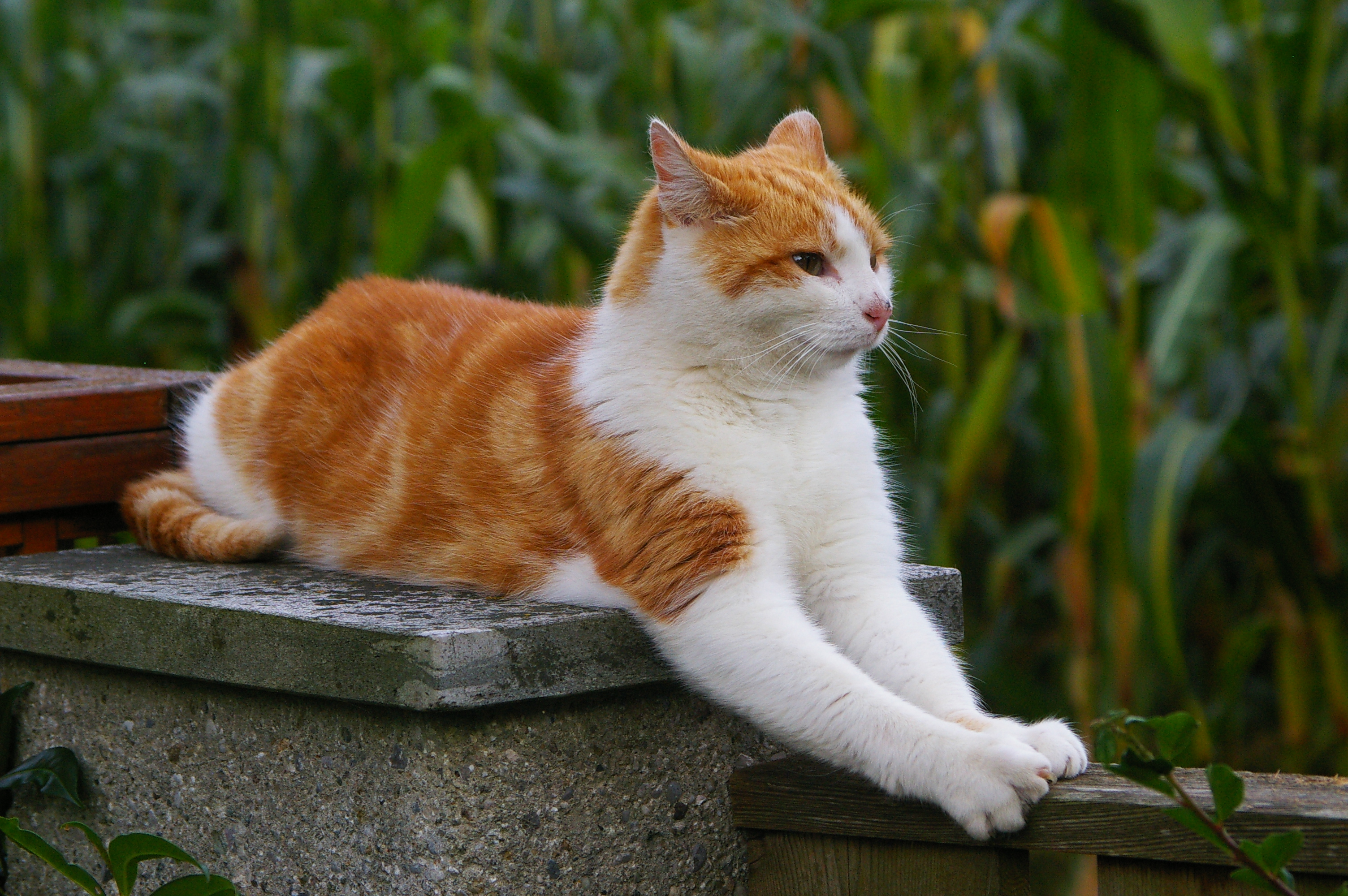
Un chat bicolore.

Chez le chat, la robe bicolore, dite aussi « particolore » ou « à panachure blanche », est une robe blanche associée à une autre couleur. La quantité de blanc peut aller d'un simple marquage sur les orteils dans le cas d'un gantage à quelques taches de couleurs noyées dans le blanc sur la tête et la queue dans le cas d'un bicolore van. Un vocabulaire spécifique permet de définir la répartition de la couleur sur le corps. 
L'apparition de poils blancs est codée par le gène majeur S dont on reconnaît deux allèles. L'action de ce gène se situe lors de la migration des mélanoblastes durant le développement embryonnaire du chaton. L'ensemble des motifs possibles fait probablement entrer en compte des polygènes et complexifie le travail des éleveurs qui doivent obtenir des motifs clairement définis dans les standards des races de chat admettant la robe bicolore.
La robe bicolore, populaire, est très présente dans le domaine de la bande dessinée et du dessin animé avec des représentants comme Sylvestre le chat de Titi et grosminet ou Tom de Tom et Jerry. Quelques écrivains décrivirent leur chat bicolore comme Théophile Gautier. Parmi les chats célèbres bicolores figurent entre autres Oscar, qui détecte la mort imminente des patients de Rhode Island, et Socks, le chat de Bill Clinton.

### Cheval

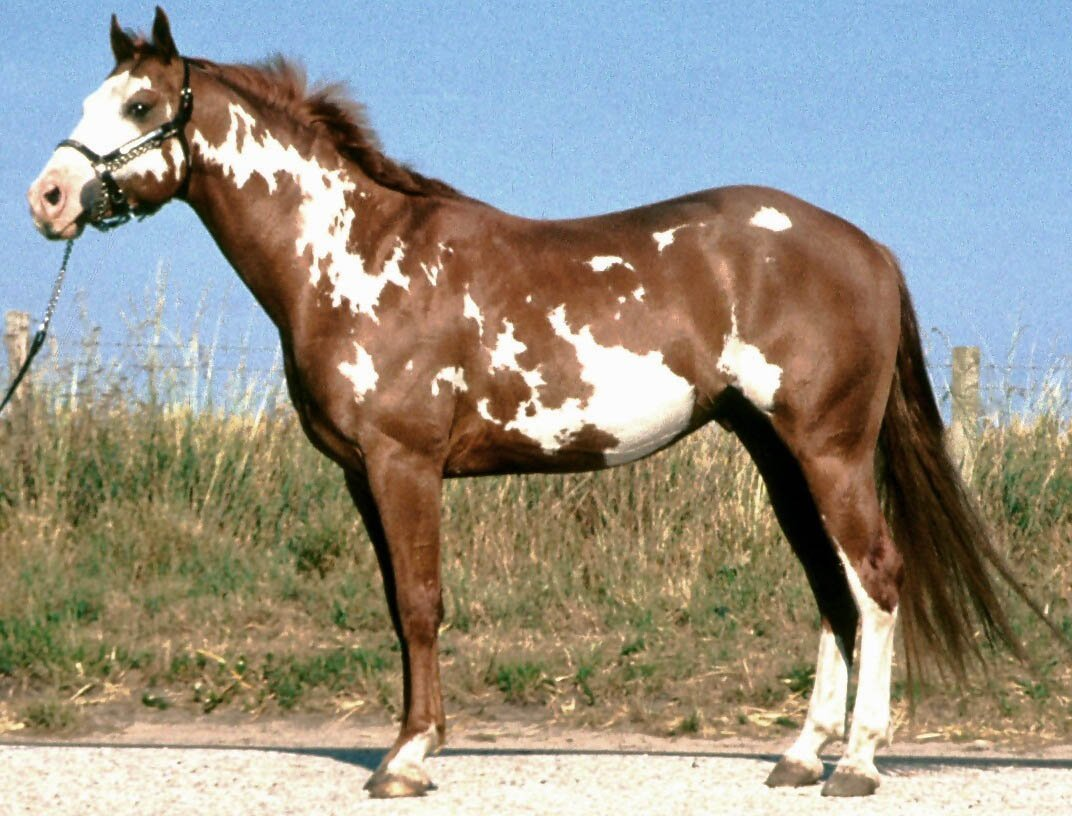
Cheval pie overo.

De nombreuses formes de robes bicolores existent chez le cheval. Ces robes alliant le blanc et une autre couleur sont appelées robes pie ou robes de couleurs ; une nomenclature importante permet de décrire la robe selon la quantité et la répartition du blanc (tobiano, overo, tovero, etc.). Le locus TO (pour tobiano) est en partie responsable de l'apparition de taches, mais l'importante quantité de robes possibles révèle une détermination génétique bien plus complexe. Quelques races de chevaux sont sélectionnées sur ce critère de couleur comme l'appaloosa, le paint horse ou le cheval des Nez-Percés.

### Chèvre

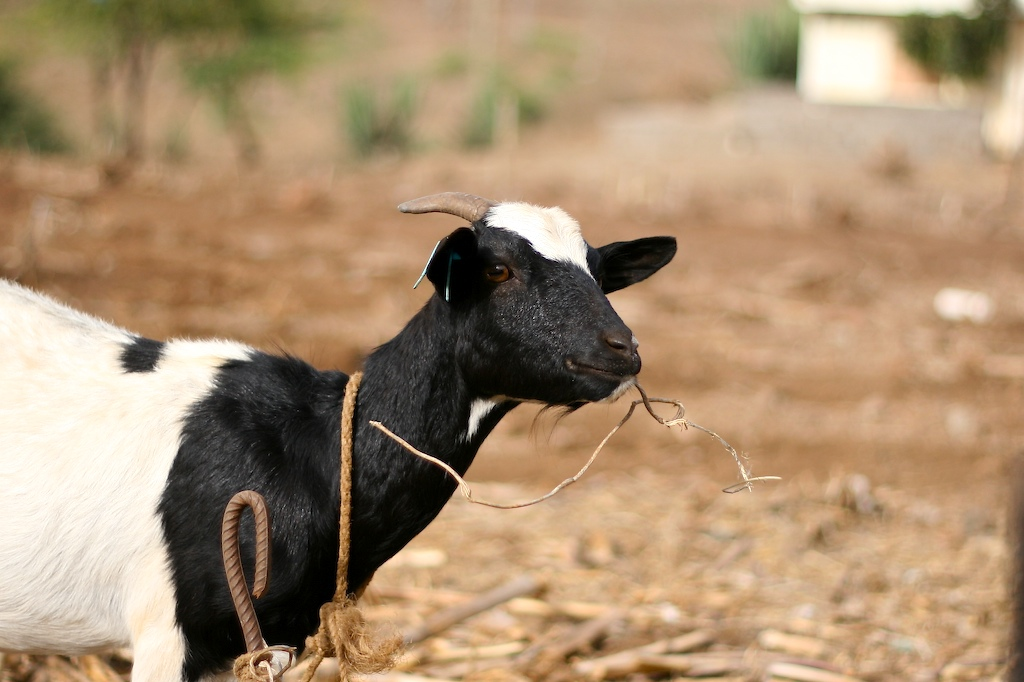
Une chèvre pie.

Les couleurs de la chèvre sont très peu étudiées en France en raison de la prédominance des deux races laitières françaises, non bicolores, la saanen et l'alpine française, mais la chèvre peut également être pie. 

### Chien

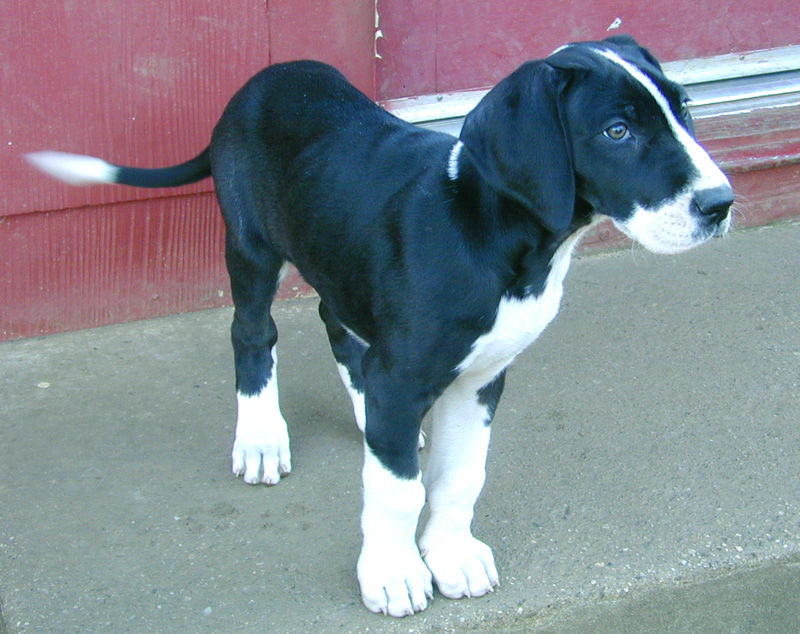
Un danois à robe panachée.

On appelle l'ensemble des robes pie du chien des robes panachées. Le locus « à panachures blanches » possède quatre allèles. « S » est responsable de la non-apparition de taches blanches, « sp » détermine le patron pie irrégulier dont les plages blanches et noires sont de taille équivalente. La panachure islandaise « si » détermine une répartition de blanc sur le collier, les balzanes et le bout de la queue. « sw » réduit l'extension des taches colorées au pourtour des yeux, au nez et à la base de la queue. Il existe également une robe arlequin, c'est-à-dire blanche tachetée de couleur comme pour le dogue allemand ; cette robe est déterminée par une série de gènes différente en interaction avec la robe merle.

### Lapin

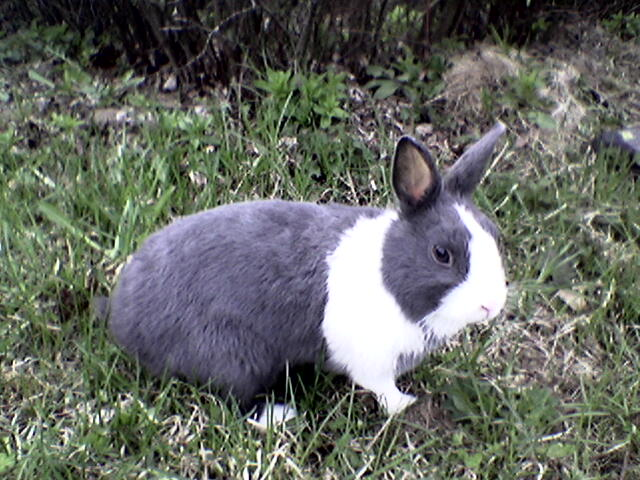
Un lapin hollandais.

Chez le lapin domestique, la robe bicolore se distingue par deux patrons différents appelés « panaché plaqué » et « panaché tacheté ». Le panaché plaqué est une robe analogue à celle du chat bicolore : les plages blanches s'étendent préférentiellement sur la tête, les pattes et le tronc. La race hollandaise illustre ce type de robe. Le panaché tacheté est l'apparition de motifs de couleur (pastille, papillon) sur une robe blanche, typique de la race papillon anglais. 

### Souris

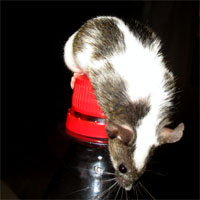
Une souris pie.

Chez la souris, une robe à panachure blanche analogue à celle du chat existe. Génétiquement, trois locus ont été identifiés comme porteur du gène S : EDNRB, KIT (le même que celui identifié sur le chat) et PDGFRA. Toutefois, le locus S chez la souris peut avoir des effets négatifs sur le développement de la crête neurale.

### Vache

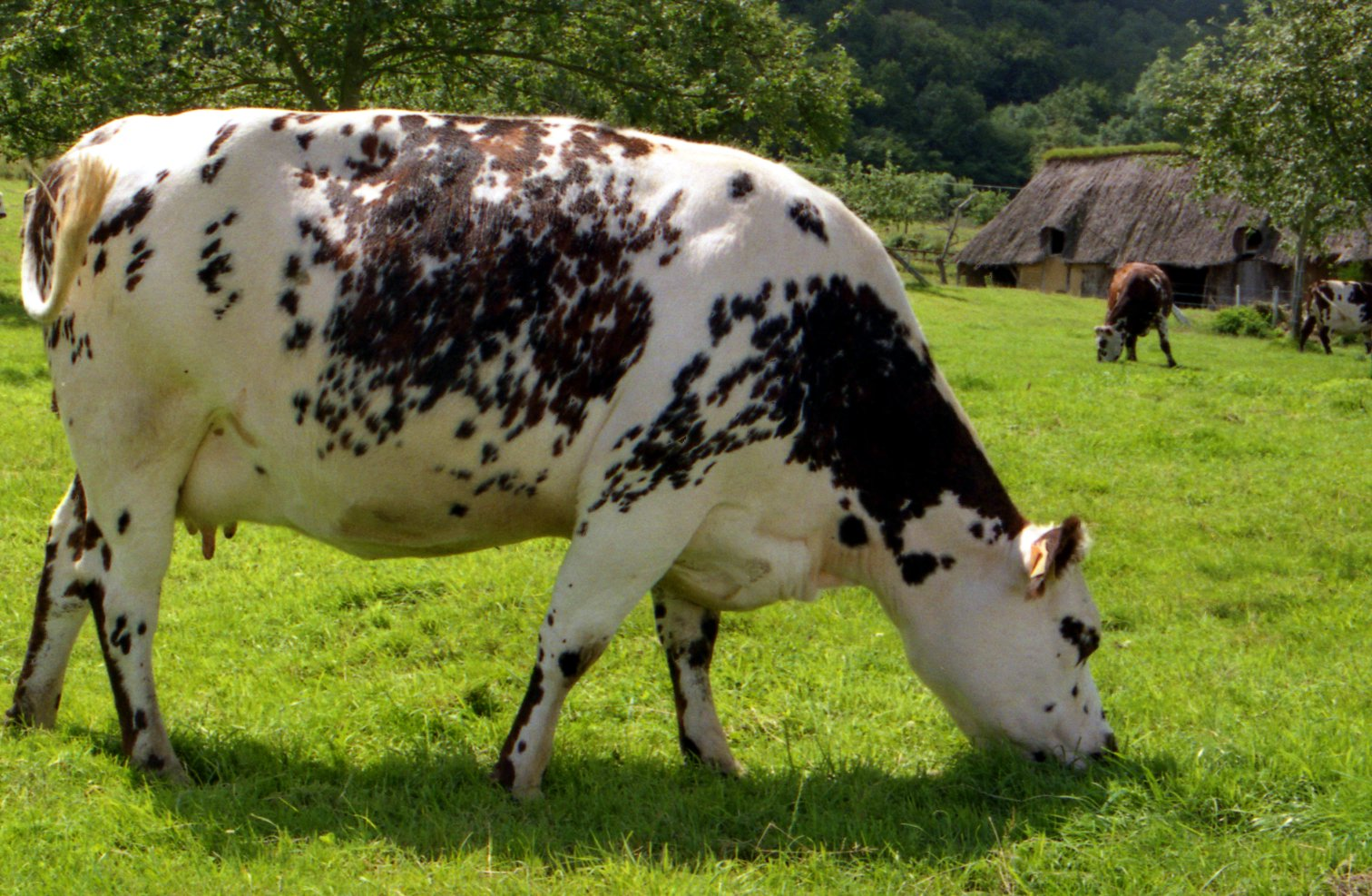
Une vache normande.

La vache est également très connue pour sa robe pie, notamment pour les vaches laitières comme la normande ou la Prim'Holstein. La détermination génétique est encore complexe, mais fait entrer en jeu le gène KIT, comme pour la souris et le chat.